# Grand Prix Formule 1 van Oostenrijk 1983
De Grand Prix Formule 1 van Oostenrijk 1983 werd gehouden op 14 augustus op de Österreichring. Het was de elfde race van het seizoen.

## Uitslag
| Positie | Nummer | Rijder             | Team              | Ronden | Tijd/Opgave     | Startplaats | Punten |
| ------- | ------ | ------------------ | ----------------- | ------ | --------------- | ----------- | ------ |
| 1       | 15     | Alain Prost        | Renault           | 53     | 1:24:32.745     | 5           | 9      |
| 2       | 28     | René Arnoux        | Ferrari           | 53     | + 6.835         | 2           | 6      |
| 3       | 5      | Nelson Piquet      | Brabham-BMW       | 53     | + 27.659        | 4           | 4      |
| 4       | 16     | Eddie Cheever      | Renault           | 53     | + 28.395        | 8           | 3      |
| 5       | 12     | Nigel Mansell      | Lotus-Renault     | 52     | +1 Ronde        | 3           | 2      |
| 6       | 8      | Niki Lauda         | McLaren-Ford      | 51     | +2 Rondes       | 14          | 1      |
| 7       | 25     | Jean-Pierre Jarier | Ligier-Ford       | 51     | +2 Rondes       | 20          |        |
| 8       | 1      | Keke Rosberg       | Williams-Ford     | 51     | +2 Rondes       | 15          |        |
| 9       | 7      | John Watson        | McLaren-Ford      | 51     | +2 Rondes       | 17          |        |
| 10      | 31     | Corrado Fabi       | Osella-Alfa Romeo | 50     | +3 Rondes       | 26          |        |
| 11      | 32     | Piercarlo Ghinzani | Osella-Alfa Romeo | 49     | +4 Rondes       | 25          |        |
| 12      | 40     | Stefan Johansson   | Spirit-Honda      | 48     | +5 Rondes       | 16          |        |
| 13      | 30     | Thierry Boutsen    | Arrows-Ford       | 48     | +5 Rondes       | 19          |        |
| NF      | 9      | Manfred Winkelhock | ATS-BMW           | 33     | Waterlek        | 13          |        |
| NF      | 22     | Andrea de Cesaris  | Alfa Romeo        | 31     | Geen benzine    | 11          |        |
| NF      | 27     | Patrick Tambay     | Ferrari           | 30     | Ontsteking      | 1           |        |
| NF      | 6      | Riccardo Patrese   | Brabham-BMW       | 29     | Motor           | 6           |        |
| NF      | 33     | Roberto Guerrero   | Theodore-Ford     | 25     | Versnellingsbak | 21          |        |
| NF      | 2      | Jacques Laffite    | Williams-Ford     | 21     | Trillingen      | 24          |        |
| NF      | 23     | Mauro Baldi        | Alfa Romeo        | 13     | Olielek         | 9           |        |
| NF      | 3      | Michele Alboreto   | Tyrrell-Ford      | 8      | Botsing         | 18          |        |
| NF      | 35     | Derek Warwick      | Toleman-Hart      | 2      | Turbo           | 10          |        |
| NF      | 36     | Bruno Giacomelli   | Toleman-Hart      | 1      | Radiator        | 7           |        |
| NF      | 11     | Elio de Angelis    | Lotus-Renault     | 0      | Botsing         | 12          |        |
| NF      | 29     | Marc Surer         | Arrows-Ford       | 0      | Botsing         | 22          |        |
| NF      | 4      | Danny Sullivan     | Tyrrell-Ford      | 0      | Botsing         | 23          |        |
| NQ      | 26     | Raul Boesel        | Ligier-Ford       |        |                 |             |        |
| NQ      | 34     | Johnny Cecotto     | Theodore-Ford     |        |                 |             |        |
| NQ      | 17     | Kenny Acheson      | RAM-Ford          |        |                 |             |        |

## Statistieken
| Pole-position | Patrick Tambay | Ferrari | 1:29.871 |
| Snelste ronde | Alain Prost    | Renault | 1:33.961 |

1963 · 1964 · 1970 · 1971 · 1972 · 1973 · 1974 · 1975 · 1976 · 1977 · 1978 · 1979 · 1980 · 1981 · 1982 · 1983 · 1984 · 1985 · 1986 · 1987 · 1997 · 1998 · 1999 · 2000 · 2001 · 2002 · 2003 · 2014 · 2015 · 2016 · 2017 · 2018 · 2019 · 2020 · 2021 · 2022 · 2023 · 2024 · 2025